# Rendu scanline

Le rendu Scanline est, en infographie 3D, un algorithme pour la détermination de surface visible qui fonctionne ligne par ligne plutôt que polygone par polygone ou encore pixel par pixel. Le principe consiste à trier les polygones selon leur ordre de profondeur, pour ensuite calculer l'intersection entre la projection du pixel voulu et le premier polygone rencontré de la liste triée.
L'intérêt de cette méthode est qu'il n'est pas nécessaire de passer les coordonnées de tous les sommets de la mémoire vive à la mémoire de travail. Seuls les sommets définissant des segments qui entrent en intersection avec la projection du pixel doivent être présents en mémoire, ainsi chaque sommet n'est lu qu'une fois. La mémoire principale est particulièrement lente comparée à la mémoire cache du processeur, et le gain généré par un accès moindre à cette mémoire peut être substantiel.
Ce genre d'algorithme est facilement utilisable avec beaucoup de techniques graphiques.